# 木地小屋駅
木地小屋駅（きじごやえき）は、福島県耶麻郡猪苗代町若宮にあった磐梯急行電鉄の駅（廃駅）である。磐梯急行電鉄の廃線に伴い1969年（昭和44年）3月27日に廃駅となった。

## 概要
開業時からの駅の一つであった。交換設備を有していたが、晩年は交換設備が施錠され、無人化された。
駅名標には「きぢごや」と表記されていた。

## 歴史
- 1913年（大正2年）5月11日：日本硫黄耶麻軌道部（後の磐梯急行電鉄）川桁駅 - 大原駅（後の沼尻駅）間開通（全通）に伴い開業[4]。
- 1960年（昭和35年）：閉塞取扱及び列車交換廃止。同時に無人化[1][2]。
- 1968年（昭和43年）10月14日：磐梯急行電鉄の営業休止に伴い休止駅となる。
- 1969年（昭和44年）3月27日：磐梯急行電鉄の廃線に伴い廃止。

## 駅構造
廃止時点で、1線を有する地上駅であった。プラットホームは存在せず、乗客は地面から直接乗降した。かつては2線を有する列車交換可能な交換駅であった。使われなくなった駅舎側（北側）の旧下り線は、交換設備運用廃止後も側線として残存していたが、方開き分岐の転轍機は鎖錠され、「鎖錠」と記載された立て札が立てられていた。そのほか本線の沼尻方から構内外側に分岐する行き止りの側線を1線有した。
無人駅となっていたが、有人駅時代の駅舎が残っていた。駅舎は構内の北側に位置していた。駅舎とは別棟でトイレ棟を有した。
荷物取扱時は、薪炭や木材などの産出量が群を抜いて多かった。

## 駅周辺
酸川野駅から当駅に至る区間の鬱蒼とした林を抜け、平地が開けた所に位置した。高原といった風情が漂う雰囲気であった。当駅から沼尻駅の区間は人家の全く無い原野で、40‰の勾配となっていた。
- 国道115号
- 酸川

## 駅跡
1996年（平成8年）時点では、駅跡は消滅していた。1999年（平成11年）時点では、国道115号沿いのドライブインの前に駅跡が確認できた。その後、2007年（平成19年）5月時点では駅跡地に「なつかしの沼尻軽便鉄道を訪ねて」と記載され、駅の説明文と現役時代の写真が付いた、駅名標を模した案内板が建てられていた。2010年（平成22年）4月時点でも同様で、駅舎のあった位置には赤い屋根の建物が建築されていた。
当駅跡附近から沼尻方の線路跡は、1996年（平成8年）時点では、水田や雑木林の間に未舗装の道路として残存していた。沢に掛かるコンクリート橋も再利用されていた。農道に転用されており、2007年（平成19年）5月時点、2010年（平成22年）4月時点でも同様であった。